# Маликов, Александр Николаевич
Александр Николаевич Маликов (17 мая 1948, село Новосильное Семилукского района Воронежской области — 4 мая 2017, Энгельс) — российский государственный и общественный деятель, мэр Саратова (1994—1996).
В мае 2014 года по итогам опроса назван самым эффективным мэром города за всю постсоветскую историю.

## Биография
Александр Николаевич Маликов родился 17 мая 1948 года в семье служащих. После окончания школы и службы в армии поступил в Воронежский инженерно-строительный институт по специальности «инженер-строитель». Завершил обучение с отличием.
В 1971 году начал трудовую деятельность в качестве мастера на Энгельсском заводе металлоконструкций. За 18 лет работы (1971—1989) прошёл путь от мастера до директора завода, обеспечивая передовые позиции предприятия по ключевым параметрам развития.
С 1989 г. заведующий социально-экономическим отделом обкома КПСС. С 1990 по 1994 г. председатель Энгельсского горисполкома, Глава администрации г. Энгельс.
С 7 февраля 1994 по май 1996 г. глава администрации Саратова.
Александр Николаевич Маликов скоропостижно скончался за рулём автомобиля в городе Энгельсе 4 мая 2017 года. Причиной смерти стал сердечный приступ.

## Учёные звания
- Академик Российской экологической академии[2].
- Действительный член проблем безопасности, обороны и правопорядка[2].

## Награды
- Почетная грамота Министерства природных ресурсов Российской Федерации, награждён в 2001 году[2].
- Знак «Отличник охраны природы» Министерства природных ресурсов Российской Федерации, награждён в 2003 году[2].
- Медаль «За заслуги в проведении Всероссийской сельскохозяйственной переписи 2006 года» Федеральной службы государственной статистики 2006 год[2].